# Carlos Colarte
Carlos Colarte (1º settembre 1961) è un ex calciatore paraguaiano, di ruolo portiere.

## Carriera

### Club
Ha giocato 6 partite e subito 12 reti in Coppa Libertadores nella stagione 1986-1987.

### Nazionale
È stato convocato per la Copa América 1987, senza però scendere in campo.